# Marina Stiepanowa
Marina Makiejewa-Stiepanowa (ros. Марина Ивановна Степанова-Макеева; ur. 1 maja 1950 w Miagłowie w obwodzie leningradzkim) – lekkoatletka ZSRR – płotkarka. Pierwsza, która przebiegła 400 m przez płotki w czasie poniżej 53 sekund.
Mistrzyni Europy (Stuttgart 1986) w biegu na 400 m przez płotki. 3-krotna rekordzistka świata w tej konkurencji (54.78 w 1979, 53.32 i 52.94 w 1986).